# L'Isle-sur-Serein
L'Isle-sur-Serein là một xã trong tỉnh Yonne, thuộc vùng hành chính Burgund của nước Pháp, có dân số là 716 người (thời điểm 1999).

## Nhân khẩu học
| 1962 | 1968 | 1975 | 1982 | 1990 | 1999 |
| ---- | ---- | ---- | ---- | ---- | ---- |
| 433  | 450  | 494  | 524  | 533  | 716  |